# Eyrans
Eyrans é uma comuna francesa na região administrativa da Nova Aquitânia, no departamento da Gironda. Estende-se por uma área de 4,29 km². Em 2010 a comuna tinha 773 habitantes (densidade: 180,2 hab./km²).